# Явари (корабль)
Явари — корабль, заказанный (вместе с кораблем «Япура») правительством Перу в 1861 году для использования на озере Титикака. Он назван в честь реки Жавари в провинции Лорето (Перу), граничащем со штатом Амазонас (Бразилия).

## История
В 1862 году Thames Ironworks в Вест Хэме построил железные корпуса Явари и Япура по контракту с Литейным заводом Джеймса Уатта в Бирмингеме . Корабли были спроектированы как комбинированные грузовые, пассажирские и канонерские лодки для ВМС Перу
Корабли строились в «сбитом» виде; то есть, они были собраны с помощью болтов и гаек на верфи, разобраны на тысячи частей, достаточно маленьких для транспортировки, и отправлены в конечный пункт назначения, где их собирают с помощью заклепок и спускают на воду. Комплекты для двух кораблей состояли из 2 766 частей Каждая часть была не более 3,5 ц — то, что может перевезти мул, — потому что железная дорога из тихоокеанского порта Арика проходила всего в 40 милях (64 км) до Такны . Оттуда вьючные мулы должны были нести оставшиеся 220 миль (350 км) до Пуно по озеру Первоначальный британский подрядчик доставил запчасти в Такну, но не смог завершить этот участок пути с мулами. Это не возобновлялось до 1868 года, и первые плиты для корпуса Явари были заложены в Пуно в 1869 году
 «Явари» был спущен на воду в 1870 году, а Япура — в 1873 году .
Явари был 100 футов (30,5 м) в длину и имел двухцилиндровый паровой двигатель мощностью 60 лошадиных сил (44,7 кВт), который работал на высушенном помете ламы
В 1914 году корпус Yavari был расширен для увеличения грузоподъемности. В то же время он был переоборудован в моторное судно с четырёхцилиндровым двигателем Bolinder мощностью 320 л. с. (240 кВт) с горячей колбой. Двигатель с горячей колбой — это тип двигателя внутреннего сгорания, в котором топливо воспламеняется, соприкасаясь с раскаленной металлической поверхностью внутри колбы, с последующим введением воздуха (кислорода), сжатого в камеру нагретой колбы при подъёме поршня.
Тихоокеанская война 1879—1883 годов разорила правительство Перу, поэтому в 1890 году британские инвесторы основали Перуанскую корпорацию, которая взяла на себя управление железными дорогами Перу и озерными судами.
В 1975 году Перу национализировало корпорацию, и «Явари» и «Япура» перешли к государственной железнодорожной компании ENAFER.. В 1976 году они были переданы ВМС Перу, корабль «Япура» был переделан в госпитальный корабль
 и переименовал её BAP  Puno , но военные отказались от «Yavari».
В 1987 году благотворительные организации купили «Явари», чтобы восстановить её. Сейчас он пришвартован в заливе Пуно, где происходит его реставрация. В 2015 году, когда реставрация была почти завершена, группа молодых жителей Ист-Энда, спонсируемая Фондом Вест Хэм Юнайтед, прошла через Анды от Такны до Пуно по первоначальному маршруту Явари. Они участвовали во «втором первом путешествии» по озеру Титикака в сопровождении посла Великобритании в Перу Анвара Чоудхури .